# Eustachys bahiensis
Eustachys bahiensis är en gräsart som först beskrevs av Ernst Gottlieb von Steudel, och fick sitt nu gällande namn av Wilhelm Guillermo Gustav o Franz Francis Herter. Eustachys bahiensis ingår i släktet Eustachys och familjen gräs. Utöver nominatformen finns också underarten E. b. robusta.